# NGC 6181
NGC 6181 أو إن جي سي 6181 هي مجرة حلزونية ضلعية تقع ضمن كوكبة الجاثي، تعتبر ضمن فئة SB(rs)c في تصنيف المجرات واكتشفها ويليام هيرشل في 28 أبريل 1788. وهي تبعد 107 مليون سنة ضوئية.